# Municipio de Richland (condado de Jewell)
El municipio de Richland (en inglés: Richland Township) es un municipio ubicado en el condado de Jewell en el estado estadounidense de Kansas. En el año 2010 tenía una población de 33 habitantes y una densidad poblacional de 0,36 personas por km².

## Geografía
El municipio de Richland se encuentra ubicado en las coordenadas 39°52′28″N 98°5′0″O / 39.87444, -98.08333. Según la Oficina del Censo de los Estados Unidos, el municipio tiene una superficie total de 92.69 km², de la cual 87,05 km² corresponden a tierra firme y (6,08 %) 5,64 km² es agua.

## Demografía
Según el censo de 2010, había 33 personas residiendo en el municipio de Richland. La densidad de población era de 0,36 hab./km². De los 33 habitantes, el municipio de Richland estaba compuesto por el 100 % blancos. Del total de la población el 0 % eran hispanos o latinos de cualquier raza.